# 海因里希·馬格努斯
海因里希·古斯塔夫·馬格努斯（Heinrich Gustav Magnus，德語發音：[ˈhaɪ̯nʁɪç ˈɡʊsta(ː)f ˈma(ː)ɡnʊs]；1802年5月2日—1870年4月4日），是一個著名的德國實驗科學家，以馬格努斯效應聞名於世。他的研究最初主要集中在化學，但他後來的研究主要集中在物理。他的大部分職業生涯在柏林大學度過，他的實驗教學為原創性研究。